# Пролетарское сельское поселение (Орловский район)
Пролетарское сельское поселение — муниципальное образование в Орловском районе Ростовской области. 
Административный центр поселения — хутор Пролетарский.

## Административное устройство
В состав Пролетарского сельского поселения входят:
- хутор Пролетарский;
- хутор Львов;
- хутор Николаевский;
- хутор Черкесский.

## Население
| 2010  | 2012  | 2013  | 2014  | 2015  | 2016  | 2017  |
| ----- | ----- | ----- | ----- | ----- | ----- | ----- |
| 1465  | ↘1429 | ↘1420 | ↗1440 | ↘1417 | ↘1383 | ↘1353 |
| 2018  | 2019  | 2020  | 2021  |       |       |       |
| ↘1336 | ↗1341 | ↘1333 | ↘1306 |       |       |       |